# ある船頭の話
『ある船頭の話』（あるせんどうのはなし）は、2019年9月13日に公開された日本映画。監督はオダギリジョー、主演は柄本明。明治時代、美しい自然の中にある村。村と町の間に川がある。村から町へ、町から村へと人や家畜や物を渡してきた船頭。平穏な繰り返しの毎日が、新しくできる橋によってかき乱され、川を流れてきた少女を助けたことで一変する。PG12指定。

## 概要
俳優・オダギリジョーの長編映画監督デビュー作で、オダギリが長年温めていたオリジナル脚本を映画化。主演は『石内尋常高等小学校 花は散れども』（2008年）以来約11年ぶりの映画主演となる柄本明が務め、ヒロイン役には100人超参加のオーディションで川島鈴遥を選出した。撮影はクリストファー・ドイル、衣裳デザイナーはワダ・エミ、音楽は今回はじめて長編映画に挑戦したティグラン・ハマシアンが担当した。
2019年1月11日にクランクアップし、9月13日に公開された。

## あらすじ
トイチは渡し舟の船頭である。河原の粗末な小屋で寝起きし、声がかかれば舟を出す。銭を投げてよこす横柄な客、食べ物を分けてくれる親切な客、いろいろだ。遠くで橋を建築する音が聞こえる。ある日、河原で川の亡霊を見る。
夕方、布に包まれた少女が川を流れて来る。小屋に運び込んで介抱する。上流の村で一家が首をかき切られて皆殺しにされ、娘は連れ去られたらしい。そういう噂を客から聴く。やがて少女は目を覚ましたが、何も話さず日がな一日川面をみている。マタギの仁平（にへい）から見とがめられ、しばらく預かっている親戚の娘だと嘘をつく。再びあらわれた川の亡霊が、俺はお前のことをよく知っていると言う。ある夜、少女がいなくなる。
仁平の父を往診した町医者が言う。橋ができたら船頭さんの仕事がなくなっちゃうか。建築関係の男が言う。橋ができたらこんなきたねえ舟に誰が乗るか。役に立たないものはみんななくなっていくんだよ。馴染み客の源三が言う。出来上がる前にぶっ壊さねえか、あの橋。トイチは白昼夢をみる。自分と源三が刃物を振り回して橋を渡る人々を次々に殺す。小屋の中で建築関係の男を刺し殺す。一部始終を川の亡霊が見ている。
ある夜、少女が帰ってくる。行く所あるのかと聞くと首を横に振る。客のいない日、少女を舟に乗せてやる。少女は自分の話はしないが、名前だけは「ふう」だと教えてくれる。少女は突然川に飛び込み、トイチが続いて飛び込むと、彼女は川の中を笑顔で泳ぎ回っていた。源三が上流の村まで行き殺しはなかったと訊いてきて、トイチは安心する。
雨がひどく降る夜、仁平の父が死んだ。自分はたくさんの命をもらって生きてきた。自分が死んだら、肉体を森の生き物に捧げたいという遺志にそって、人目を避けて夜中に舟を出し、遺体を森に運んだ。森には無数のホタルが舞っていた。トイチは少女に、自分も仁平の父のように、誰かの為になるような人間になりたいと言う。
完成間近の橋から煙が上がる。トイチが橋に駆けつけると、川の亡霊があらわれて言う。少女はあの夜死ぬべきだった。かわりに自分が生を受け、少女は肉体をすてて次の生を待つことになっていた。しかし少女はトイチに助けられた。少女はトイチを苦しめるだろうと。
橋が完成し、冬が来た。河原は雪に覆われ、川には油が浮いている。トイチはすっかり元気がない。身なりのよくなった源三が横柄な態度で小屋を訪れる。トイチが町医者へ行って不在なのをたしかめ、源三は少女を小屋に連れ込む。橋を渡ってトイチが小屋に戻ると、源三が首をかき切られて死んでいた。トイチは小屋に火を放ち、少女をのせて舟を出す。二人をのせた舟が川を下っていく。

## キャスト
- トイチ：柄本明
- 源三：村上虹郎
- 少女：川島鈴遥
- 建築関係の男：伊原剛志[5]
- 馴染みの客：浅野忠信[5]
- 商人：村上淳[5]
- 芸妓：蒼井優[5]
- 牛の客：笹野高史
- 狐の話をする女性：草笛光子
- 仁平の父（マタギの親方）：細野晴臣[5]
- 仁平（マタギ）：永瀬正敏
- 町医者：橋爪功
- ちんどんや：くっきー
- 工事人夫：河本準一

## スタッフ
- 脚本・監督：オダギリジョー
- 撮影監督：クリストファー・ドイル
- 衣裳デザイン：ワダ・エミ
- 音楽：ティグラン・ハマシアン
- 製作総指揮：木下直哉
- プロデューサー：市山尚三、永井拓郎、中島裕作
- 照明：宗賢次郎
- 音響：白取貢
- 美術：佐々木尚
- ヘアメイクデザイン：勇見勝彦
- 装飾：石上淳一
- ヘアメイク：伊藤こず恵
- 衣装：飯塚直子、秋場大典、福島マチ子、松田和夫
- 編集：岡崎正弥、オダギリジョー
- VFXスーパーバイザー：進威志
- サウンドエフェクト：北田雅也
- 特機：実原康之
- 助監督：松本壇
- 制作担当：篠宮隆浩
- 特別協力：麒麟山酒造、新潟県フィルムコミッション協議会、田部鉄工エンジニアリング、ハチトニブンノイチ
- 配給：キノフィルムズ、木下グループ

## 公開
2019年8月21日、本作の完成披露試写会がスペースFS汐留で行われた。9月5日、第76回ヴェネツィア国際映画祭のベニス・デイズ部門で上映された。9月13日に全国公開された。
2021年1月30日、岡山県津山市の「津山国際環境映画祭」で本作が上映された。津山市は監督であるオダギリの地元。この地で仕事をするのはなかなか機会がなく、今回が初めてだったという。

## 受賞歴
- 第56回アンタルヤ国際映画祭 最優秀作品賞[10]

- 第39回ハワイ国際映画祭 Honorable Mention[11]

- 第24回ケララ国際映画祭 最優秀作品賞[12]

- 第34回高崎映画祭[13]
  - 最優秀新人女優賞（川島鈴遥）
  - ホリゾント賞（オダギリジョー）